# Oklahoma Sooners football

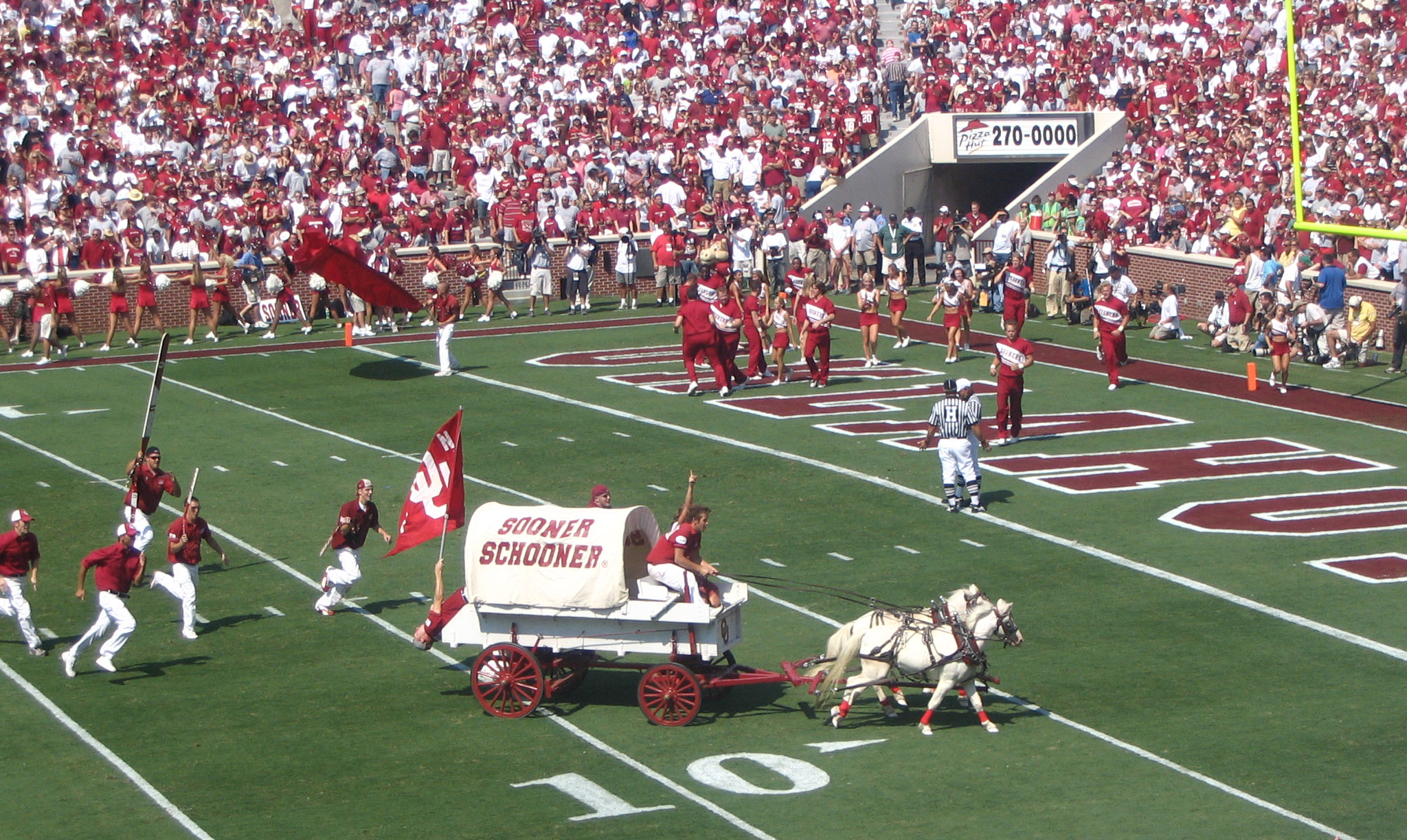
Ceremoni med maskotarna Boomer och Sooner och RUF/NEKS inför en amerikansk fotbollsmatch.

Oklahoma Sooners football är ett skollag för University of Oklahoma i amerikansk fotboll. Det är det mest framgångsrika fotbollsprogrammet i den amerikanska collegeserien med 7 nationella titlar och 42 konferenstitlar. Universitetet startade sitt fotbollsprogram 1895. 
Sam Bradford som är quarterback i Oklahoma Sooners vann säsongen 2008 Heisman Trophy, som ges till den bästa spelaren i college fotboll. 
Totalt har fem spelare från OU (University of Oklahoma) vunnit Heisman Trophy. 

## Färger
De officiella färgerna är gräddvitt och vinrött vilket har gett upphov till smeknamet Crimson and Cream.

## Hemmaarena
Gaylord Family Oklahoma Memorial Stadium har en kapacitet på 82 112 åskådare vilket gör den till en av de 20 största arenorna för amerikansk fotboll på collegenivå.

## Maskot
Maskot för laget är de två ponnyerna Boomer och Sooner. De två ponnyerna är draghästar till Sooner Schooner vilket är en namngiven prärievagn. 

## Titlar
- National Champions : 1950, 1955, 1956, 1974, 1975, 1985, 2000
- Big 12 Champions : 2000, 2002, 2004, 2006, 2007, 2008, 2010, 2015, 2016, 2017, 2018
- Big 8 Champions : 1958, 1959, 1962, 1967, 1968, 1972, 1973, 1974, 1975, 1976, 1977, 1978, 1979, 1980, 1984, 1985, 1986, 1987
- Big 7 Champions : 1948, 1949, 1950, 1951, 1952, 1953, 1954, 1955, 1956, 1957
- Big 6 Champions : 1943, 1944, 1946, 1947
- MVIAA Champions : 1920
- Southwest Champions : 1915, 1918

## Utmärkelser

### Heisman Trophy
- Billy Vessels, halfback (1952)
- Steve Owens, runningback (1969)
- Billy Sims, runningback (1978)
- Jason White, quarterback (2003)
- Sam Bradford, quarterback (2008)
- Baker Mayfield, quarterback (2017)
- Kyler Murray, quarterback (2018)

## Kända tränare
- Brent Venables (2022- )
- Lincoln Riley (2017-2021)
- Bob Stoops (1999-2017, 2021)
- John Blake (1996-1998)
- Howard Schnellenberger (1995)
- Barry Switzer (1973-1988)
- Bud Wilkinson (1947-1963)
- Bennie Owen (1905-1946)

## Kända spelare
- Sam Bradford, quarterback
- Jason White, quarterback
- Troy Aikman, quarterback
- Adrian Peterson, runingback
- Billy Sims, runingback
- Brian Bosworth, linebacker
- Lee Roy Selmon, defensive end
- Buster Rhymes, wide reciver

## Statistik
- Oklahoma är det lag som har varit rankat #1 under flest veckor i Bowl Championship Series-rankingen (13 veckor).